# Massif du Jinggang
Le massif du Jinggang ou montagnes du Jinggang (sinogrammes simplifiés : 井冈山 ; sinogrammes traditionnels : 井岡山 ; pinyin : jǐng gāng shān ; littéralement : « montagnes des puits du sommet ») se trouve dans la cordillère Luoxiao, dans une région frontalière éloignée entre la province du Jiangxi et celle du Hunan en Chine. Il couvre quatre districts : Ninggang, Yongxin, Suichuan et Lingxian pour une superficie de 670 km2, une altitude moyenne de 381,5 m et un point culminant à 1 841 m
Le massif en lui-même comprend un grand nombre de dorsales parallèles plantées d’épaisses forêts. Sur les crêtes il n’y a pas de culture et la plupart des habitations sont au pied des montagnes. La zone d’habitation principale est à Ciping, qui est entouré de cinq villages – Dajing (soit « grand puits »), Xiaojing (« petit puits »), Zhongjing (« puits du milieu »), Xiajing (« puits du bas ») et Shangjing (« puits du haut ») – d'où le massif tire son nom.

## Base de l’armée rouge
Le massif du Jinggang fut le lieu de naissance de l'Armée populaire de libération et le « berceau de la révolution chinoise ». Après que le Guomindang (KMT) se fut retourné contre le Parti communiste durant le massacre de Shanghai en 1927, les communistes devinrent clandestins et s’enfuirent à la campagne. À la suite du soulèvement de la récolte d’automne à Changsha, Mao Zedong conduisit ses mille hommes restants aux montagnes du Jinggang, ou il établit son premier soviet paysan.
Mao réorganisa ses forces dans le village de montagne de Sanwan, consolidant ses forces en un seul régiment - le « 1er régiment, 1re division, de la première armée révolutionnaire des ouvriers et des paysans ». Mao fit alliance avec les chefs de bande locaux Wang Zuo et Yuan Wencai, qui n’avaient pas eu d’association préalable avec les communistes. La première année, il établit ses quartiers généraux dans la ville de Maoping, une petite ville-marché entourée de basses collines gardant la route principale vers les montagnes du Jinggang. En novembre, l’armée occupa Chaling, quelque quatre-vingts kilomètres à l’ouest, bien que cette position fut reprise rapidement par les troupes du KMT.
Quand la pression des troupes du KMT devint top grande, Mao abandonna Maoping et se retira dans les montagnes où Wang Zuo avait sa base à Dajing (« grand puits »), d’où il pouvait contrôler les cols. Cet hiver les communistes manœuvrèrent avec les bandits locaux et l’année suivante les incorporèrent dans leur armée régulière. En février un bataillon de l’armée du Jiangxi du KMT occupa Xincheng, une ville au nord de Maoping. Durant la nuit du 17 février, Mao les encercla avec trois bataillons et les fit partir le lendemain. Mao à cette époque se conduisit comme les bandits qu'il avait incorporé dans ses armées et était autant détesté des paysans locaux que ces bandits.
Zhu De et ses mille hommes restant, qui avaient participé au soulèvement de Nanchang avorté, rejoignirent Mao Zedong vers la fin avril 1928. Ensemble ils proclamèrent la formation de la 4e armée. D’autres vétérans qui rejoignirent la nouvelle base comprenaient Lin Biao, Zhou Enlai et Chen Yi. Le partenariat entre Mao Zedong et Zhu De est le point fort de l’ère de la base des montagnes de Jinggang, base qui s’étendit rapidement pour inclure à son summum dans l’été 1928, une grande partie de sept districts avec une population de 500 000 habitants. Les deux hommes fusionnèrent leurs armées pour former la quatrième « Armée Rouge ». Ensemble avec les forces de Wencai et de Wang Zuo, ils comptaient plus de huit mille hommes.
En juillet 1928, les 28e et 29e régiments de Zhu De envahirent le Hunan dans le but de prendre l’important centre de communications de Hengyang. Le 31e et 32e régiments de Mao Zedong étaient supposés garder Maoping et Ninggang jusqu’au retour de Zhu. Ils furent cependant incapables de résister à l’avance des unités du Guomindang du Jiangxi et perdirent Ninggang et deux districts voisins. Le 30 août, le jeune officier He Tingying se débrouilla pour garder le col étroit de Huangyangjie avec un seul bataillon sous-équipé contre trois régiments de la VIIIe armée du Hunan et un régiment des troupes du Jiangxi, sauvant ainsi Maoping d’une reprise par le KMT.
Dans la mesure où les forces communistes progressaient et que la pression du Guomindang croissait, la 4e armée fut forcée de s’en aller. Le 14 janvier 1929, l’organisation s’installa à Ruijin, un peu plus au sud de la province du Jiangxi, où la république soviétique chinoise du Jiangxi fut créée. À la même époque, le Guomindang exécutait une autre campagne d’encerclement avec 25 000 hommes de quatorze régiments. Peng Dehuai était à la tête d’un force de 800 hommes, anciennement la 5e armée. En février ses troupes se dispersèrent devant l'attaque en force des troupes du Hunan de Wu Shang.
Après que la république soviétique chinoise du Jiangxi fut établie dans le sud du Jiangxi, les montagnes du Jinggang devinrent la frontière nord des opérations communistes. Peng Dehuai revint avec une 5e armée plus forte au début de 1930 et s’installa au nord des montagnes de Jinggang. En fin février 1930, les bandits Yuan Wencai et Wang Zuo furent assassinés par la guérilla communiste, probablement sur ordre des autorités du soviet du Jiangxi. Leurs hommes choisirent Wang Yunlong, le jeune frère de Wang Zuo, comme nouveau chef. La plupart des forces communistes quitta la région en 1934, lorsque la Longue Marche commença. Quand ils revinrent en 1949, Wang Yunlong avait été remplacé par son fils. Il fut arrêté, accusé de banditisme et exécuté.

## Tourisme
De même que la ville natale de Mao Zedong (Shaoshan), les montagnes du Jinggang sont devenues un des lieux les plus importants de la révolution communiste. Elles furent représentées sur des affiches, chantées et mises en opéra. Durant la révolution culturelle, les montagnes de Jinggang devinrent un lieu de pèlerinage pour les jeunes gardes rouges. Ils faisaient souvent le voyage à pied pour revivre l’expérience de leurs prédécesseurs révolutionnaires. À son apogée, 30 000 gardes rouges arrivèrent en une seule journée, créant de véritables problèmes de ravitaillement, d’hébergement et de sanitaires. Un nombre élevé de gardes rouges continua à affluer pendant deux mois, jusqu’à ce que le gouvernement prenne des mesures pour les décourager.
Dans les années récentes, les montagnes de Jinggang sont devenues une attraction pour les touristes chinois intéressés par l’histoire révolutionnaire, avec des sites comme le musée de la révolution et le cimetière des martyrs. En 1981, une zone de 16,6 km² fut promue zone de protection naturelle. L’année suivante, les montagnes du Jinggang furent listées comme zone touristique nationale prioritaire. En mai 2004, un aéroport domestique a été ouvert pour attirer les touristes.